# Raja Jaya
Raja Jaya is een bestuurslaag in het regentschap Muara Enim van de provincie Zuid-Sumatra, Indonesië. Raja Jaya telt 1063 inwoners (volkstelling 2010).